# Monchy-le-Preux
Monchy-le-Preux là một xã trong tỉnh Pas-de-Calais, vùng Hauts-de-France, Pháp.
Monchy-le-Preux có cự ly 6 dặm (10 km) về phía đông nam Arras, tại giao lộ D33 và D339.